# Liste der Bodendenkmäler in Plattling
Auf dieser Seite sind die Bodendenkmäler in der niederbayerischen Stadt Plattling zusammengestellt. Diese Tabelle ist eine Teilliste der Liste der Bodendenkmäler in Bayern. Grundlage ist die Bayerische Denkmalliste, die auf Basis des Bayerischen Denkmalschutzgesetzes vom 1. Oktober 1973 erstmals erstellt wurde und seither durch das Bayerische Landesamt für Denkmalpflege geführt wird. Die folgenden Angaben ersetzen nicht die rechtsverbindliche Auskunft der Denkmalschutzbehörde.

## Bodendenkmäler der Stadt Plattling

### Bodendenkmäler in der Gemarkung Michaelsbuch
| Lage                    | Objekt                                               | Akten-Nr.     | Bild |
| ----------------------- | ---------------------------------------------------- | ------------- | ---- |
| Michaelsbuch (Standort) | Verebnete Grabhügel vorgeschichtlicher Zeitstellung. | D-2-7143-0087 |      |
| Michaelsbuch (Standort) | Verebnete Grabhügel vorgeschichtlicher Zeitstellung. | D-2-7143-0088 |      |

### Bodendenkmäler in der Gemarkung Otzing
| Lage              | Objekt | Akten-Nr.     | Bild |
| ----------------- | --- | ------------- | ---- |
| Otzing (Standort) | Siedlung vor- und frühgeschichtlicher Zeitstellung.                                                                                         | D-2-7243-0258 |      |
| Otzing (Standort) | Siedlung vor- und frühgeschichtlicher Zeitstellung.                                                                                         | D-2-7243-0260 |      |
| Otzing (Standort) | Verebnete viereckige Grabenwerke der Hallstattzeit, Siedlung vor- und frühgeschichtlicher Zeitstellung, unter anderem der Altheimer Kultur. | D-2-7243-0270 |      |

### Bodendenkmäler in der Gemarkung Pankofen
| Lage                          | Objekt | Akten-Nr.     | Bild |
| ----------------------------- | --- | ------------- | ---- |
| Pankofen (Standort)           | Siedlung vor- und frühgeschichtlicher Zeitstellung. | D-2-7143-0034 |      |
| Pankofen (Standort)           | Verebnetes Grabenwerk vor- und frühgeschichtlicher Zeitstellung. | D-2-7143-0039 |      |
| Pankofen (Standort)           | Siedlung der mittleren Bronzezeit. | D-2-7143-0065 |      |
| Pankofen (Standort)           | Siedlung der mittleren Bronzezeit und der Urnenfelderzeit sowie Körpergräber vor- und frühgeschichtlicher Zeitstellung.                                                     | D-2-7143-0066 |      |
| Pankofen (Standort)           | Verebnetes Grabenwerk vor- und frühgeschichtlicher Zeitstellung. | D-2-7143-0067 |      |
| Pankofen (Standort)           | Verebnete Grabhügel vorgeschichtlicher Zeitstellung. | D-2-7143-0068 |      |
| Pankofen (Standort)           | Siedlung vor- und frühgeschichtlicher Zeitstellung. | D-2-7143-0070 |      |
| Pankofen (Standort)           | Untertägige mittelalterliche und frühneuzeitliche Befunde sowie Körpergräber des älteren Mittelalters im Bereich der Katholischen Filialkirche St. Laurentius in Singerhof. | D-2-7143-0126 |      |
| Pankofen (Standort)           | Grabhügel der Bronzezeit und Brandgräber der Urnenfelderzeit. | D-2-7243-0274 |      |
| Pankofen (Standort)           | Körpergräber des frühen Mittelalters. | D-2-7243-0276 |      |
| Pankofen (Standort)           | Siedlung und Körpergräber der karolingisch-ottonischen Zeit. | D-2-7243-0277 |      |
| Pankofen (Standort)           | Siedlung der Hallstattzeit. | D-2-7243-0279 |      |
| Pankofen (Standort)           | Körpergräber vor- und frühgeschichtlicher Zeitstellung. | D-2-7243-0280 |      |
| Pankofen (Standort)           | Siedlung vor- und frühgeschichtlicher Zeitstellung. | D-2-7243-0281 |      |
| Pankofen (Standort)           | Verebneter vorgeschichtlicher Grabhügel mit Kreisgraben, verebnetes Grabenwerk und Siedlung vor- und frühgeschichtlicher Zeitstellung.                                      | D-2-7243-0282 |      |
| Pankofen (Standort)           | Siedlung der Bronzezeit, der Urnenfelderzeit und der Hallstattzeit, Körpergräber des Endneolithikums bzw. der frühen Bronzezeit.                                            | D-2-7243-0285 |      |
| Pankofen (Standort)           | Siedlung vor- und frühgeschichtlicher Zeitstellung. | D-2-7243-0286 |      |
| Pankofen (Standort)           | Siedlung vor- und frühgeschichtlicher Zeitstellung. | D-2-7243-0287 |      |
| Pankofen (Standort)           | Siedlung vor- und frühgeschichtlicher Zeitstellung. | D-2-7243-0288 |      |
| Pankofen (Standort)           | Siedlung vor- und frühgeschichtlicher Zeitstellung. | D-2-7243-0289 |      |
| Pankofen (Standort)           | Siedlung und verebnete Gräben vor- und frühgeschichtlicher Zeitstellung. | D-2-7243-0290 |      |
| Pankofen (Standort)           | Siedlung vor- und frühgeschichtlicher Zeitstellung. | D-2-7243-0291 |      |
| Pankofen (Standort)           | Siedlung vor- und frühgeschichtlicher Zeitstellung. | D-2-7243-0292 |      |
| Pankofen (Standort)           | Verebnete Grabhügel bzw. Siedlung vor- und frühgeschichtlicher Zeitstellung.                                                                                                | D-2-7243-0293 |      |
| Pankofen (Standort)           | Siedlung und Körpergräber des frühen und hohen Mittelalters. | D-2-7243-0295 |      |
| Pankofen (Standort)           | Untertägige mittelalterliche und frühneuzeitliche Befunde im Bereich der Katholischen Filialkirche St. Petrus in Höhenrain.                                                 | D-2-7243-0374 |      |
| Pankofen (Standort)           | Siedlung der mittleren bis späten Latènezeit. | D-2-7243-0382 |      |
| Pankofen (Standort)           | Siedlung vorgeschichtlicher Zeitstellung, unter anderem der Glockenbecherkultur, der frühen und mittleren Bronzezeit, der Urnenfelderzeit und der Hallstattzeit.            | D-2-7243-0416 |      |
| Pankofen Plattling (Standort) | Außenlager Ziegelei Höhenrain des KZ Flossenbürg. | D-2-7243-0422 |      |

### Bodendenkmäler in der Gemarkung Pielweichs
| Lage                  | Objekt | Akten-Nr.     | Bild |
| --------------------- | --- | ------------- | ---- |
| Pielweichs (Standort) | Siedlung der Urnenfelder- bzw. Hallstattzeit. | D-2-7243-0296 |      |
| Pielweichs (Standort) | Siedlung der Urnenfelderzeit und verebnetes Grabenwerk vor- und frühgeschichtlicher Zeitstellung.                                                | D-2-7243-0297 |      |
| Pielweichs (Standort) | Siedlung vor- und frühgeschichtlicher Zeitstellung. Bestattungsplatz der Münchshöfener Gruppe und Reihengräber des frühen Mittelalters.          | D-2-7243-0298 |      |
| Pielweichs (Standort) | Verebnetes Grabenwerk und Siedlung vor- und frühgeschichtlicher Zeitstellung.                                                                    | D-2-7243-0299 |      |
| Pielweichs (Standort) | Siedlung vor- und frühgeschichtlicher Zeitstellung.                                                                                              | D-2-7243-0300 |      |
| Pielweichs (Standort) | Siedlung vor- und frühgeschichtlicher Zeitstellung.                                                                                              | D-2-7243-0301 |      |
| Pielweichs (Standort) | Siedlung vor- und frühgeschichtlicher Zeitstellung.                                                                                              | D-2-7243-0302 |      |
| Pielweichs (Standort) | Untertägige mittelalterliche und frühneuzeitliche Befunde im Bereich des Kirchhofes und der Katholischen Filialkirche St. Stephan in Pielweichs. | D-2-7243-0372 |      |

### Bodendenkmäler in der Gemarkung Plattling
| Lage                 | Objekt | Akten-Nr.     | Bild |
| -------------------- | --- | ------------- | ---- |
| Plattling (Standort) | Siedlung der Bronzezeit bzw. Urnenfelderzeit. Verebnetes viereckiges Grabenwerk (der Hallstattzeit).                                                                                | D-2-7243-0303 |      |
| Plattling (Standort) | Siedlung vor- und frühgeschichtlicher Zeitstellung. | D-2-7243-0309 |      |
| Plattling (Standort) | Brandgräber der Urnenfelderzeit. | D-2-7243-0311 |      |
| Plattling (Standort) | Verebneter Grabhügel und Siedlung vor- und frühgeschichtlicher Zeitstellung. | D-2-7243-0312 |      |
| Plattling (Standort) | Siedlung vor- und frühgeschichtlicher Zeitstellung. | D-2-7243-0313 |      |
| Plattling (Standort) | Siedlung vor- und frühgeschichtlicher Zeitstellung. | D-2-7243-0314 |      |
| Plattling (Standort) | Verebnetes viereckiges Grabenwerk mit zwei Gräben und Siedlung vor- und frühgeschichtlicher Zeitstellung.                                                                           | D-2-7243-0315 |      |
| Plattling (Standort) | Siedlung vor- und frühgeschichtlicher Zeitstellung. | D-2-7243-0316 |      |
| Plattling (Standort) | Verebnete Grabhügel vorgeschichtlicher Zeitstellung. | D-2-7243-0317 |      |
| Plattling (Standort) | Siedlung vor- und frühgeschichtlicher Zeitstellung. | D-2-7243-0318 |      |
| Plattling (Standort) | Verebnetes Grabenwerk vor- und frühgeschichtlicher Zeitstellung. | D-2-7243-0319 |      |
| Plattling (Standort) | Siedlung vor- und frühgeschichtlicher Zeitstellung. | D-2-7243-0320 |      |
| Plattling (Standort) | Verebnete Grabhügel vorgeschichtlicher Zeitstellung. | D-2-7243-0321 |      |
| Plattling (Standort) | Reihengräber des frühen Mittelalters. | D-2-7243-0336 |      |
| Plattling (Standort) | Untertägige mittelalterliche und frühneuzeitliche Befunde im Bereich des Kirchhofes und der jetzigen Friedhofskirche und ehemalige Katholischen Pfarrkirche St. Jakob in Plattling. | D-2-7243-0371 |      |
| Plattling (Standort) | Siedlung des Mittelalters und der Neuzeit. | D-2-7243-0383 |      |
| Plattling (Standort) | Körpergräber der frühen Latènezeit. | D-2-7243-0387 |      |
| Plattling (Standort) | Untertägige mittelalterliche und frühneuzeitliche Befunde im Bereich der historischen Marktsiedlung von Plattling.                                                                  | D-2-7243-0390 |      |
| Plattling (Standort) | Untertägige mittelalterliche und frühneuzeitliche Befunde im Bereich der Katholischen Pfarrkirche St. Maria Magdalena in Plattling.                                                 | D-2-7243-0410 |      |
| Plattling (Standort) | Untertägige mittelalterliche und frühneuzeitliche Befunde im Bereich der Katholischen Wallfahrtskapelle St. Salvator in Plattling.                                                  | D-2-7243-0411 |      |
| Plattling (Standort) | Siedlung des Spätneolithikums. | D-2-7243-0417 |      |